# Новакович, Любо
Любо Новакович (серб. Љубо Новаковић / Ljubo Novaković; 1883, Даниловград — сентябрь 1943, Черногория) — черногорский и югославский военачальник, бригадный генерал артиллерии, участвовавший в Балканских войнах, Первой и Второй мировых войнах. В годы Второй мировой войны Новакович безуспешно пытался поступить на службу к четникам Дражи Михайловича, некоторое время сражался в рядах четников Косты Печанаца и даже югославских партизан, но в апреле 1942 года под прикрытием британской миссии сбежал, решив создать новое движение четников. Расстрелян в 1943 году, версии об обстоятельствах смерти расходятся.

## Биография

### Начало службы
Новакович родился в 1883 году в Даниловграде. О довоенной жизни его известно мало: участвовал в обеих Балканских войнах и Первой мировой, награждён сербским орденом Белого орла. Был женат на сестре четницкого воеводы (тогда ещё майора ВВС Югославии) Захария Остойича. В 1935 году помог Момчило Джуичу организовать в городе Книн четницкое движение. В дни Апрельской войны командовал гарнизоном Валево, 5-м полком и Комским кавалерийским отрядом из 3-й армии Королевства Югославия (в него входили части 48-го пехотного полка и горный артиллерийский дивизион 22-го артиллерийского полка). С 7 по 12 апреля 1941 отряд под командованием Новаковича прорвался на албанскую территорию по линии Гусине — долина Шани, несмотря на итальянское сопротивление. После капитуляции Югославской королевской армии Новакович был помещён в военный госпиталь в Валево.

### В рядах четников Печанаца
Новакович сбежал из Валево в конце мая не без помощи сторонников четников. Он выбрался к июню на Равну гору, где находился штаб Югославских войск на родине Драголюба Михайловича. Новакович был принят весьма холодно, а его предложение о сотрудничестве Михайлович отклонил. С учётом того, что Михайлович тогда имел всего лишь звание полковника, а Новакович был бригадным генералом, Михайлович опасался утратить свой авторитет командующего. Новакович заявил, что четники могут создать три отдельных командования в Черногории, Сербии и Македонии, и предложил атаковать немцев немедленно, но тут же получил приказ покинуть штаб.
Недовольный Новакович ушёл к четникам Косты Печанаца, и Печанац произвёл бригадного генерала в воеводу шумадийского, назначив того командиром нескольких четницких отрядов Шумадии и начальником штаба. Штаб четников Печанаца находился в Шумадии, откуда было недалеко до Равной горы. К сентябрю 1941 года партизанское восстание продолжалось, но за два месяца Новакович уже убедился в том, что Печанац не только не собирается поддерживать восставших, а открыто сотрудничает с нацистскими оккупантами; Михайлович же почему-то ждал ввода союзных войск в Югославию. Попытка провести переговоры с партизанами Тито тогда также провалилась, поскольку Тито также не хотел предоставлять в полное распоряжение Новаковичу свои войска.
18 сентября Новакович составил обращение, в котором объявил о стремлении помочь восставшим, а также призвал всех командиров и все отряды приготовиться вести с 22 сентября боевые действия в районе Аранджеловаца. Несмотря на неудачные переговоры, Новакович продолжал призывать всех, кто неравнодушен к делу освобождения Югославии от оккупации странами оси, к оружию и вооружённому сопротивлению. Новаковича поддержали немногие, и в конце сентября он собрал сам около 3 тысяч человек, которые были плохо вооружены, решив направиться на Аранджеловац. Значительная часть дезертировала ещё до начала боя, а остальные разбежались после первых же немецких выстрелов у Аранджеловаца. Печанац немедленно снял Новаковича с должности, когда получил известия. У Новаковича вообще не осталось верных ему людей.

### Югославские партизаны
Новакович установил контакт с 1-м Шумадийским партизанским отрядом и заключил соглашение о вооружённой борьбе против оккупантов, но уже осенью—зимой 1941 года Новакович начал воевать «против всех»: в Восточной Боснии он вёл бои против усташей, некоторых четницких отрядов и недичевских коллаборационистов, а также против партизан. В конце января 1942 года Новаковича поймали партизаны и отвели в Фочу, где находился штаб партизан. Долгое время Новакович находился под особым наблюдением, поскольку Тито, наслышанный о его ссоре с Михайловичем, хотел шантажировать Дражу.
В марте 1942 года партизаны остановили у Фочи британскую военную миссию во главе с майором Теренсом Аттертоном, которая направлялась на помощь Михайловичу. Новакович встретился с Аттертоном под предлогом переговоров и решил сбежать от партизан, чтобы создать всё-таки своё движение. 15 апреля 1942 после разговора с Владимиром Велебитом Новакович сбежал из Фочи с британской миссией и направился к Михайловичу. Перед бегством он оставил Тито письмо, в котором предупреждал о грядущей подготовке 5 тысяч четников для борьбы против партизан. 22 апреля Аттертон и его люди были перебиты отрядом четников Спасое Дакича, лояльным Драже Михайловичу. Новакович сбежал в Черногорию, а разгневанный Тито отправил письмо Союзу коммунистов Хорватии, в котором обвинил британцев в следовании двойным стандартам на Балканах.
В 1943 году Новакович объявился в Черногории, пытаясь не то восстановить четницкое движение, не то уйти на службу к черногорским националистам-легитимистам, приверженцам Негошей. Петар Бачович утверждал, что Новакович появился на Белопавличской равнине ещё во второй половине 1942 года. При неизвестных обстоятельствах в сентябре 1943 года Новакович был убит: по версии историка Марции Кристов-Кураповны, автора книги «Горные тени», его казнили четники Михайловича из 5-й горной бригады, по версии Йозо Томашевича — партизаны.